# Loděnice u Berouna

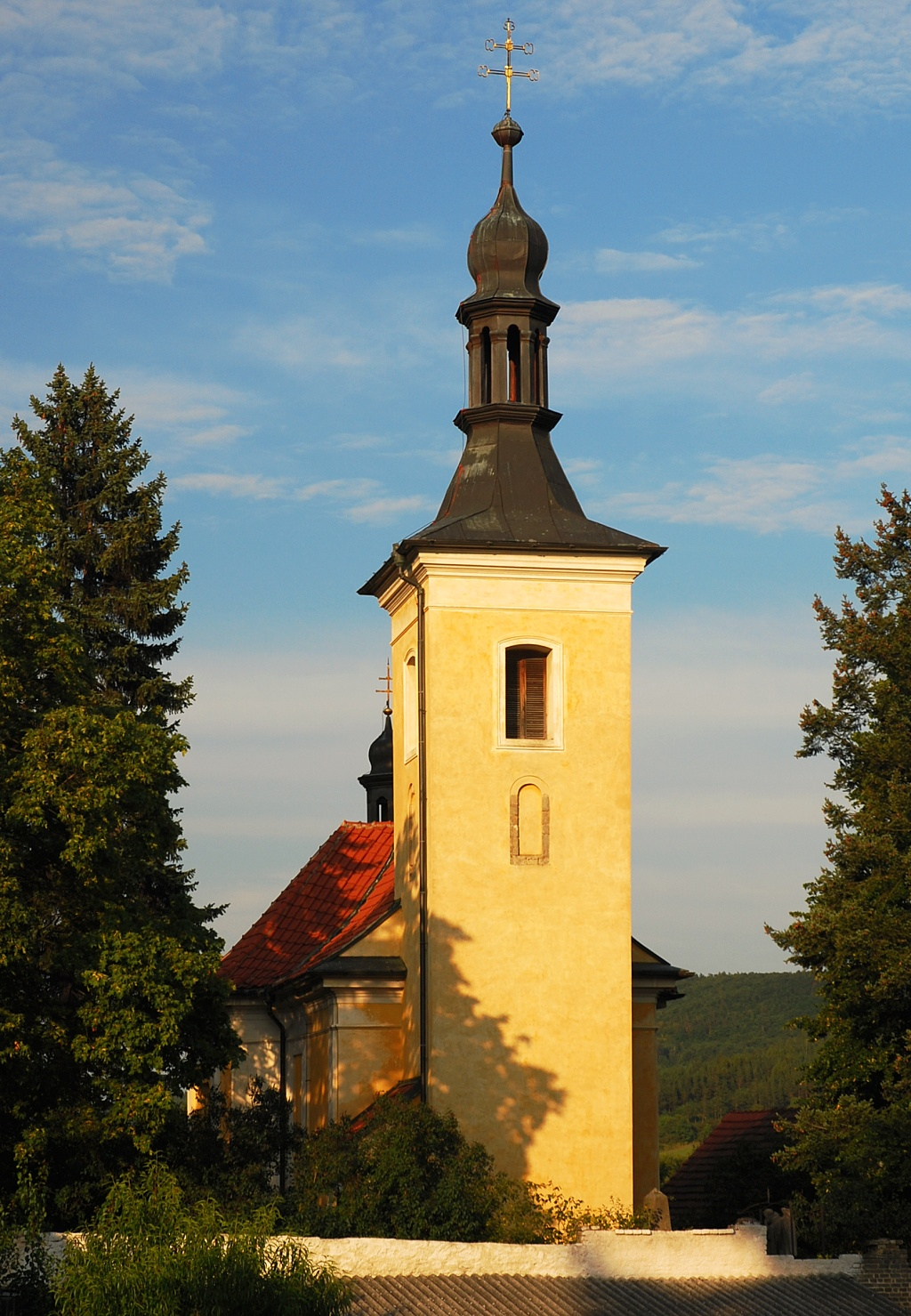
Kirche St. Wenzel

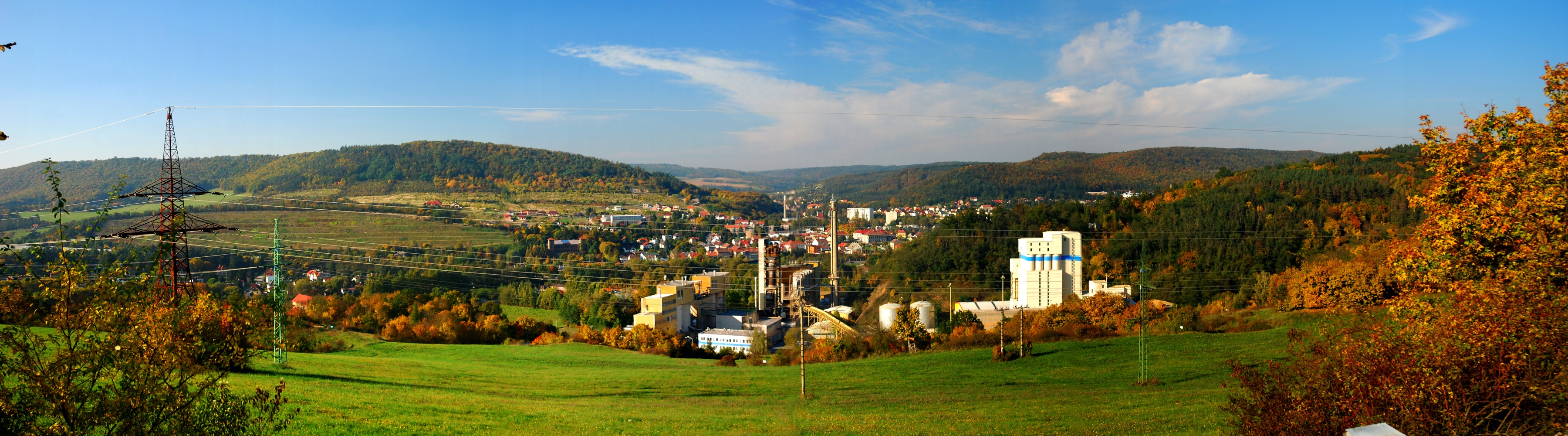
Panorama von Süden

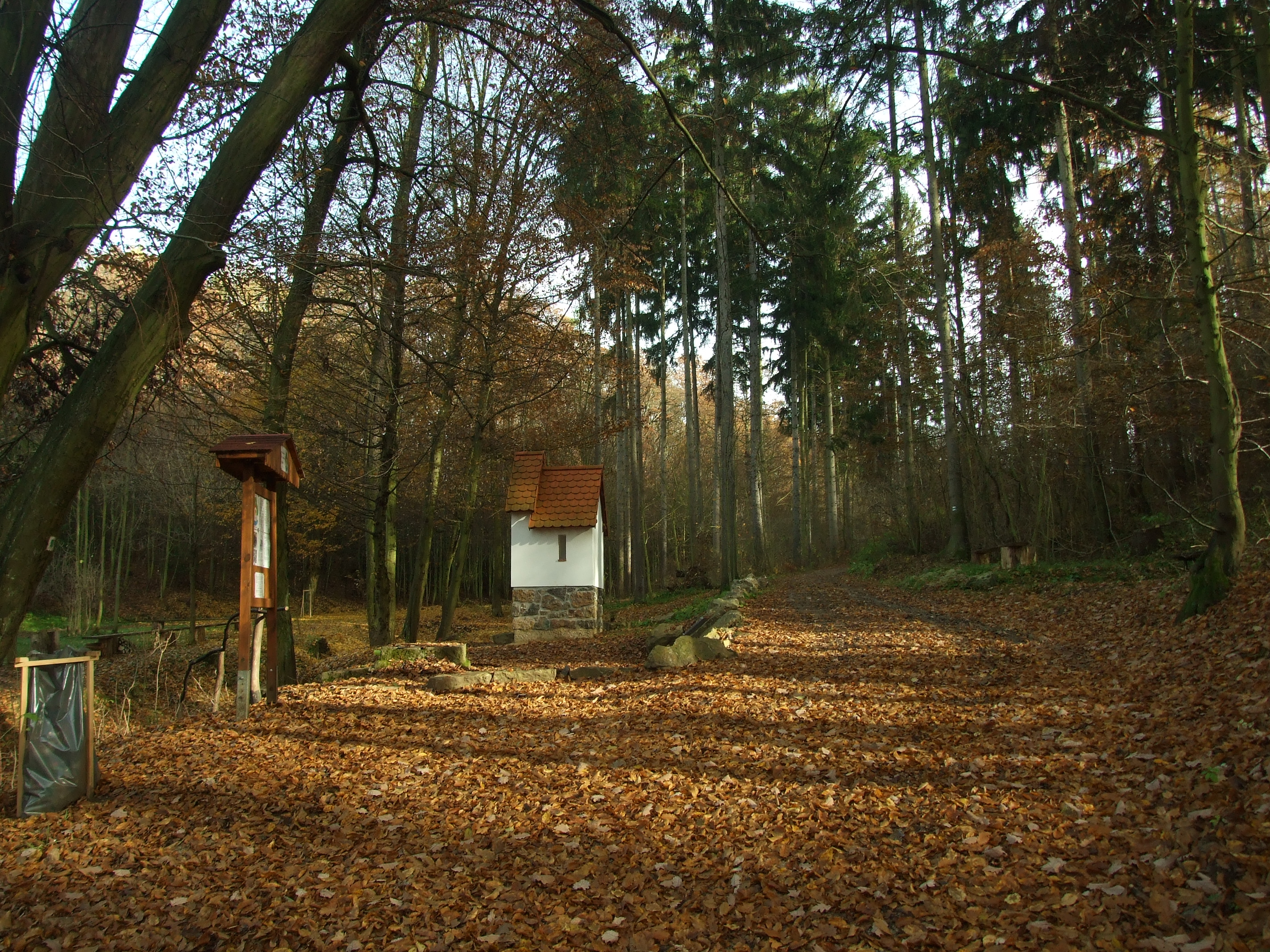
Kapelle des hl. Antonius am Kolo

Loděnice (deutsch Lodenitz) ist eine Gemeinde in Tschechien. Sie liegt acht Kilometer nordöstlich von Beroun und gehört zum Okres Beroun.

## Geographie
Loděnice befindet sich an der Mündung des Baches Krahulovský potok im Tal der Loděnice, die hier auch Kačák genannt wird. Das Dorf befindet sich südlich des Naturparks Povodí Kačáku in der Křivoklátská vrchovina. Im Norden erheben sich der Ovčácký vrch (367 m) und die Trhlina (429 m), nordöstlich die Blýskavka (427 m) und die Hačka (425 m), im Osten der Kolo (407 m) sowie im Westen der Hřeben (431 m). Am südlichen Ortsrand verläuft die Autobahn D 5/E 50 zwischen Prag und Beroun, dahinter die Bahnstrecke Beroun–Rudná u Prahy.
Nachbarorte sind Pece II, Pece I und Chrustenice im Norden, Blýskavka, Drahelčice, V Hlubokém, Krahulov und Mezouň im Nordosten, V Hačkách und Vysoký Újezd im Osten, Kuchař, Lužce, Trněný Újezd und Kozolupy im Südosten, Bubovice, Černidla und Jánská im Süden, Sedlec und Vráž im Südwesten, Na Lesích, Na Malé Vráži und Lhotka u Berouna im Westen sowie Železná und Malé Přílepy im Nordwesten.

## Geschichte
Archäologische Funde belegen eine Besiedlung des Gebietes an der Loděnice seit dem Mittelpaläolithikum. Insbesondere aus der Jungsteinzeit wurden reichhaltige Funde gemacht. Beim Bau der Autobahn D 5 wurden bei V Hlubokém Reste einer keltischen Siedlung entdeckt. An der Stelle von Jánská bestand im 1. und 2. Jahrhundert eine Eisenhüttensiedlung.
Die erste schriftliche Erwähnung einer Siedlung Loděnice erfolgte im Jahre 1088 in der Grenzbeschreibung des Tetín Landes. Der Chronist Gerlach beschrieb in der Zeit des Machtkampfes zwischen Herzog Soběslav II. und seines Widersachers Bedřich Schlacht am Ort und Flüsschen Loděnice (ad locum et rivulem qui dicitur Lodenitze), in der Soběslav am 23. Januar 1179 siegte und Bedřich mehrere hundert Mann verlor. Anhand Gerlachs Beschreibung lag das Schlachtfeld am Wege nach Prag im Grund Hluboký důl des Baches Krahulovský potok. Vier Tage später kam es am Platz Na Bojišti vor der Prager Neustadt zu einem erneuten Aufeinandertreffen der beiden Kontrahenten um den böhmischen Thron, bei dem sich Bedřich mit Unterstützung des mährischen Markgrafen Konrad III. Otto durchsetzen konnte.
1783 wurde die Kirche in Loděnice zur Lokalkirche erhoben, zuvor war sie eine Filiale der Pfarrkirche Budňany. Zu Beginn des 19. Jahrhunderts gründete Antonín Kozák eine Werkstatt für hölzerne Felgenräder. Am 3. April 1845 gründeten Karl Goldstein und Karl Kleinberg mit landesherrlicher Befugnis die Baumwollgarnspinnfabrik zu Lodenitz, die mit Dampfmaschinen von 24 PS angetrieben wurde. Mit 125 Arbeitern war die Fabrik im Jahr darauf der größte Gewerbebetrieb in der Herrschaft Karlstein.
Im Jahre 1846 bestand das an der Reichsstraße gelegene Dorf Lodenitz im Berauner Kreis aus 42 Häusern mit 328 Einwohnern. Unter landesfürstlichem Patronat standen die Lokalkirche St. Wenzel, die Lokalie und die Schule. Im Ort gab es außerdem ein Einkehr-Wirtshaus, die Baumwoll-Maschinenspinnfabrik sowie zwei Mühlen, von denen eine durch Dampf betrieben und mit der Fabrik verbunden war. Südlich des Dorfes wurde ein Kalksteinbruch betrieben. Lodenitz war Pfarrort für Wraž und Chrustenitz sowie einen Teil von Nenatschowitz. Bis zur Mitte des 19. Jahrhunderts blieb das Dorf der k.k. Tafel-Herrschaft Karlstein untertänig.
Nach der Aufhebung der Patrimonialherrschaften bildete Loděnice / Lodenitz ab 1850 eine Gemeinde im Bezirk Smíchov und Gerichtsbezirk Beroun. In der Flur V Báních wurde für den örtlichen Eigenbedarf eine Kalkbrennerei betrieben. 1868 wurde die Gemeinde dem Bezirk Hořovice zugeordnet. Die Kalkbrennerei wurde 1870 auf Initiative von Antonín Kozák erweitert und zugleich auch die Fertigung von Ziegeln aufgenommen. Im selben Jahre entstand in der Baumwollspinnerei Sobotka unter Leitung des Direktors Jan Strehler eine Freiwillige Werkfeuerwehr mit 32 Mitgliedern, die zugleich die erste Feuerwehr im Bezirk Hořovice war. Im Jahre 1873 wurde ein Postamt in Loděnice eingerichtet. 1890 entstand eine Strumpfstrickerei. Mit der Vollendung der Bahnstrecke Beroun–Dušníky wurde Loděnice 1897 an das Eisenbahnnetz angeschlossen. Die örtliche Freiwillige Feuerwehr Loděnice wurde 1898 gebildet. Am 2. Februar 1898 beantragte der Gemeinderat von Loděnice beim Innenministerium die Erhebung zur Minderstadt. Am 15. August 1900 erhob Kaiser Franz Joseph I. Loděnice zur Minderstadt und erteilte ein Wappen. Im Jahre 1900 bestand Loděnice aus 88 Häusern und hatte 1228 Einwohner. Seit Beginn des 20. Jahrhunderts fand die Namensform Lodenice alternativ als amtlicher Ortsname Verwendung. Im Jahre 1921 war die Minderstadt Loděnice auf 164 Häuser angewachsen, in denen 1505 Menschen lebten. Im Jahre 1932 hatte der Městys Loděnice u Berouna 1500 Einwohner. 1934 schlossen sich die Werkfeuerwehr und die örtliche Feuerwehr zusammen. Seit 1936 gehört Loděnice zum Okres Beroun. Nach 1948 verlor Loděnice seinen Status als Městys. Im Gebäude der ehemaligen Baumwollspinnerei nahmen die Gramofonové závody Loděnice 1951 die Produktion von Schallplatten auf, wenig später wurden in dem Werk die ersten Magnettonbänder in der Tschechoslowakei hergestellt. Auf dem Bahnhof Loděnice wurde 1966 der Film Liebe nach Fahrplan von Jiří Menzel gedreht. Zwischen 1977 und 1984 erfolgte der Bau der Autobahn.
Am 1. Jänner 1980 wurden Chrustenice und Nenačovice und mit Beginn des Jahres 1986 Svatý Jan pod Skalou, Jánská und Sedlec eingemeindet. Im Jahre 1981 entstand die das Ortsbild prägende Zementfabrik. 1988 produzierten die Gramofonové závody Loděnice die ersten CDs der Tschechoslowakei. Chrustenice, Nenačovice, Sedlec und Svatý Jan pod Skalou lösten sich im November 1990 wieder von Loděnice los.
Nach der politischen Wende entstand aus den Gramofonové závody Loděnice das Unternehmen GZ Digital Media a.s., das mit 1400 Beschäftigen größter Arbeitgeber in der Region Beroun war und nach Eigenaussage mit einer Jahresproduktion von 20 Millionen Vinyl der weltgrößte Schallplattenhersteller ist. Ein weiteres größeres Unternehmen in Loděnice ist das Zementwerk Cemix.

## Gemeindegliederung
Die Gemeinde Loděnice besteht aus den Ortsteilen Jánská und Loděnice. Zu Loděnice gehören die Siedlungen Černidla und V Hlubokém sowie die Einschicht U Ovčáku.

## Sehenswürdigkeiten
- Kirche des hl. Wenzel, der ursprünglich gotische Bau aus der Mitte des 14. Jahrhunderts erhielt seine heutige barocke Gestalt beim Umbau von 1725
- Spätbarockes Pfarrhaus
- Kapelle des hl. Antonius von Padua am Platz U tří habrů am östlichen Hang des Kolo, sie wurde 1892 an einer Quelle erbaut und im Jahre 2008 renoviert
- Schloss Vinice, erbaut 1873 als Sommersitz für den Prager Hotelier Antonín Cívka. Die zunächst als Letohrádek rodiny Cívkovi bezeichnete Neorenaissancevilla mit zwei Wohntürmen, Terrasse und ausgedehnten Weinkellern erhielt später den Namen Schloss Vinice. Im Laufe der Zeit diente es als Likörabfüllerei, Bananenreiferei und Missionsschule. Das Bauwerk ist kein Kulturdenkmal.
- Aussichtsturm Lhotka u Berouna, westlich von Loděnice
- Denkmal für die Gefallenen des Ersten Weltkrieges, geschaffen 1920. Die Granitpyramide war ursprünglich 1881 zum Gedenken an den Besuch des Kronprinzen Rudolf in Loděnice errichtet worden.
- Statue des hl. Johannes von Nepomuk
- Gedenkstein für Jan Hus
- Naturdenkmal Branžovy, Hang mit wärmeliebender Vegetation südwestlich des Ortes
- Naturdenkmal Špičatý vrch-Barrandovy jámy, paläontologische Fundstätte des Silur, südlich von Loděnice
- Naturdenkmal Syslí louky u Loděnice, Wiese mit Population des Europäischen Ziesels, südlich des Ortes

## Persönlichkeiten
- Leopold Pollak (* 1806 in Lodenitz; † 1880 in Rom), Genre- und Porträtmaler